# Preis Peter C. Ruppert für Konkrete Kunst in Europa
Im dreijährigen Turnus vergibt die Stadt Würzburg den Preis Peter C. Ruppert für Konkrete Kunst in Europa. Das Preisgeld in Höhe von 15.000 Euro wird von der Stiftung Peter C. Ruppert – Sammlung Konkrete Kunst in Europa nach 1945 bereitgestellt. Namensträger ist der Unternehmer Peter C. Ruppert (1935–2019)
Der Preis wird an international bedeutende Künstler der Konkreten Kunst vergeben. Er dient dazu, den Rang und die Bedeutung der Konkreten Kunst für die Entwicklung der zeitgenössischen Kunst hervorzuheben und die Sammlung Peter C. Ruppert im Museum im Kulturspeicher Würzburg der breiteren Öffentlichkeit bekannt zu machen. Der Preis soll zugleich dazu beitragen, den besonderen Rang Würzburgs als Kultur- und Europastadt überregional und international deutlich zu machen. Der Preis wurde erstmals im Jahr 2008 an den französischen Künstler François Morellet vergeben, 2011 an den Deutschen Heijo Hangen und 2013 an die ungarische Künstlerin Dóra Maurer.

## Preisträger
- 2008: François Morellet
- 2011: Heijo Hangen
- 2013: Dóra Maurer
- 2016: Hans Jörg Glattfelder[5]
- 2019: Norman Dilworth
- 2022: Inge Dick[6]